# Ogün Temizkanoğlu
Ogün Temizkanoğlu dit Ogün (né le 6 octobre 1969 à Hamm (Allemagne)) est un footballeur turc, évoluant au poste de défenseur.
Avec 76 sélections, il est l'un des 5 footballeurs internationaux turcs les plus capés de l'histoire de l'équipe de Turquie.

## Carrière joueur
- Trabzonspor (1989-1999)
- Fenerbahçe (1999-2003)
- Konyaspor (2003-2004)
- Akçaabat Sebatspor (2004-2005)

## Équipe nationale
- 76 sélections et 5 buts en équipe de Turquie entre 1990 et 2002
- participation à l'Euro 2000 (1/4 finale)
- participation à l'Euro 1996 (premier tour)

## Carrière entraineur
- fév. 2013-mars 2016 :  Golcukspor
- mars 2016-nov. 2016 :  Elazigspor
- mars 2017-2017 :  Şanlıurfaspor